# Thymelaea pubescens
Thymelaea pubescens är en tibastväxtart. Thymelaea pubescens ingår i släktet sparvörter, och familjen tibastväxter.

## Underarter
Arten delas in i följande underarter:
- T. p. elliptica
- T. p. pubescens